# ベースユニット
株式会社ベースユニットは、大阪府大阪市中央区に事業所を構えるコンピューターソフト会社。

## 沿革
2002年に「仮面商会」ブランドを立ち上げ、ビジュアルアーツに販売を委託して2作品を発売する。2003年、ビジュアルアーツとの提携を解消し、有限会社サインを新会社として設立。「Sign」ブランドを立ち上げ、『罵倒 〜リアルサモナー〜』を発売。2004年、有限会社サインを解散し、新たに「蛇ノ道ハ蛇ソフト」を立ち上げる。その後、2006年に「Eroro」と「HEAT-SOFT」、2007年に「脳内彼女」、2009年に「Vanadis」ブランドを新設。バカゲーを主とした「蛇ノ道ハ蛇ソフト」、低価格ソフトの「HEAT-SOFT」と「Eroro」、女性上位の「脳内彼女」、ファンタジー世界を舞台とした「Vanadis」と、ブランドごとのカラーがはっきり分かれている。

## 作品一覧

### 仮面商会（活動停止）
- 復讐ノススメ 〜逆転のカタルシス〜
- ティアフルアイズ 〜あなたしかいない〜

### Sign（活動停止）
- 罵倒 〜リアルサモナー〜（後にCGを追加したCD-ROM版が発売、現在はダウンロード版も発売中）

### 蛇ノ道ハ蛇ソフト
- 乳忍者 〜摩天楼へ乳ボンバー〜
- 戦国の妹 七人の妹
- 狂った教頭 〜断罪の学園〜
- 光撃少女ファルセリオン 〜ツンデレのセオリー〜
- 乳忍者レボリューション 〜彼女たちを調教せよ〜
- 狂った教頭No.2 〜この支配からの卒業〜
- DS9ディベートスクールナイン

### 脳内彼女
- 絶対★妹至上主義!!
- 幼なじみはベッドヤクザ!
- やみツキ!
- あさひとつぐみの新婚生活 〜幼なじみはベッドヤクザ!・アナザー〜
- シスターまじっく!
- 嘘デレ!
- 絶対★妹原理主義!!
- 女装山脈
- ヨメ充!
- 女装海峡
- 受け触手
- 恋愛まで選択肢ひとつ
- 女装学園(妊)
- な妹き!
- 賢者の贈り妹

### HEAT-SOFT
- みこみこランブル
- 擦り込み少女
- 美少女が来る！
- 3次元少女を保護しました
- 妹たちは俺のモノ
- おクスリ〜副作用にはご注意下さい〜
- 俺は彼女の面倒見がいい
- 2次元少女に保護されました
- 突然怪人になった俺が魔法少女を堕とす話
- 突然怪人兼事務員の俺が魔法少女達を堕とす話
- ヤンデレお姉ちゃんの弟飼育日記
- お姉ちゃん催眠ビフォーアフター
- 魔女っ娘LO〜るプレイ
- 悪女装
- 舌入×シたい×慕い
- 魔法少女征服宣言〜世界征服なんてしない〜
- 教え子は魔法少女〜ちなみに俺は教師で怪人〜
- 依存症ノ姉
- 哀願する魔法少女 ～信じてください!～
- 魔法少女をメチャクチャにしてみた ～崩壊悪堕～
- 魔法少女をムチャクチャ倒したい!

### Vanadis
- 碧眼の双騎士フェリルとリリカ
- 魔物娘との性活 〜ラミアの場合〜
- 魔物娘との性活 〜アルラウネの場合〜
- 魔物娘たちとの楽園 〜スライム&スキュラ〜
- 魔物娘たちとの楽園 〜蜘蛛と鳥と◎と〜
- 聖もんむす学園
- 魔物娘の館 彗星館異形録 〜人魚の章〜
- 改造少女〜ロボっ娘とのいちゃいちゃ性活〜
- 聖もんむすFestival!!～お祭りだよ全員集合!～
- 妖怪事件改方の小噺
- スライム娘の育て方
- 魔物娘の育て方 ～ラミア&ハーピー～
- めざせ! もんむすアイドル♪

## 主なスタッフ
原画
- ぶぶづけ
- 弾丸AI
- 遊月ことな
- 結城しん
- 米倉きひろ
- 鰻丸
- とんぷう
- 海鶏（しーちきん）

シナリオ
- 猫にた
- 数椰
- 西田一
- 影花
- 結月
- 蒼夜
- 蜜村あんず
- 猫助
- 浅葱
- サブマリン

## 元スタッフ
- あおぎりぺんた[1]